# No More Sorrow
No More Sorrow is een nummer van alternatieve rockgroep Linkin Park. Het staat als achtste nummer op het derde studioalbum Minutes to Midnight.

## Achtergrondinformatie
No More Sorrow is samen met Given Up de twee nummers dat de alternatieve metalkant opgaan. Het nummer begint met een gitaar dat het zogenaamde E-Bow-effect speelt, waarbij in plaats van de vingers of een plectrum de gitaarsnaren worden bedwongen door een apparaatje dat een elektromagnetische veld creëert en deze een geluid produceert dat lijkt op een strijkstok op de snaren. Het idee om het effect te gebruiken kwam van producer Rick Rubin. Deze kwam met het voorstel om het te gebruiken in The Little Things Give You Away. Gitarist Brad Delson besloot echter het voor dit nummer te gebruiken. Na vier maten worden er om de maat gedurende twee tellen ritmisch op de drums geslagen en na opnieuw vier maten verandert het drumspel in continue gedrum. Na vier maten wordt het E-Bow-effect uit het nummer gehaald en worden er twee ritmische gitaren toegevoegd, waarna het eerste refrein begint. De vocalen worden rekening genomen door Chester Bennington, terwijl MC Mike Shinoda de laatste regel van de twee coupletten op een hoge tonen zingt. Hiernaast zorgt hij voor de melodie door enkele woorden van het refrein hardop te zingen. Hiermee probeerde de band voor extra dynamiek te zorgen. De demotitel van No More Sorrow was E-Bow idea.
No More Sorrow wordt in de eerste persoon gezongen en gaat over een persoon die genoeg heeft van een ander. De ik-persoon heeft genoeg geleden en heeft het gehad met het opkomen voor de andere persoon: "no more sorrow, I've paid for your mistakes". Tijdens het tweede couplet, zingt Bennington "your crusade's a disguise", terwijl in het boekje met de bijbehorende songteksten het woordje "crusade" vervangen door "campaign". Dit is mogelijk een verwijzing naar ex-president Bush' regeerperiode.
Het nummer is een favoriet onder de fans. Deze hoopten dan ook dat het nummer als single zou worden uitgebracht en om dit voor elkaar te krijgen, werd er een petitie gestart. Het nummer is echter niet op single verschenen, hoewel er een promo-cd door Warner is uitgevoerd.
Het nummer werd op 28 april 2007 voor het eerst voor publiek gespeeld. Deze Berlijnse première was tevens de eerste keer dat de fans kennismaakte met het nummer, de studioversie was tot dan toe nog niet beschikbaar voor publiek. De opname van het nummer staat als B-kant op de single Bleed It Out. Tijdens het concert werden ook What I've Done en Given Up voor het eerst gespeeld.

## In populaire cultuur
Het nummer is een downloadbare track op het populaire Xbox 360/PlayStation 3-spel Guitar Hero III: Legends of Rock.

## Hitlijsten
Nadat het album was uitgebracht, bereikte het door downloads de 24ste positie van de Amerikaanse Billboard Bubbeling Under Charts.
| Lijst                         | Piek |
| ----------------------------- | ---- |
| Amerikaanse Billboard Hot 100 | 124  |

## Medewerkers
Linkin Park
- Chester Bennington: leadvocalen
- Rob Bourdon: drum, percussie
- Brad Delson: leadgitaar
- Joseph Hahn: programmering
- Phoenix: basgitaar
- Mike Shinoda: ritmisch gitarist, achtergrondvocalen, producer

Overig
- Productie door Rick Rubin en Mike Shinoda
- Engineer: Andrew Scheps, Ethan Mates en Dana Nielsen, assistent engineer: Phillip Broussard, Jr.
- Studioproductie coördinator: Stephanie Ludoor, albumproductie coördinator: Lindsay Chase
- Opgenomen in The Mansion in Laurel Canyon en de NRG Studios, gemixt in de Paramount Studios
- Gemixt door Neal Avron, geassisteerd door George Gumbs en Nicholas Fournier
- Protoolsengineer: Erich Talaba
- Gemasterd door Dave Collins at Collins Audio
- A&R: Tom Whalley, A&R-coördinatie: Liza Joseph & Trish Evangelista

Emily Armstrong · Chester Bennington · Rob Bourdon · Colin Brittain · Brad Delson 
Dave Farrell · Joe Hahn · Scott Koziol · Mike Shinoda · Mark Wakefield